# William Kingdon Clifford
William Kingdon Clifford (4. květen 1845 Exeter – 3. březen 1879 Madeira) byl anglický matematik a filosof.
Vystudoval matematiku na King’s College v Londýně a Trinity College v Cambridge. Nakonec, roku 1871, se stal profesorem na University College v Londýně. Roku 1874 byl zvolen členem Královské společnosti
Inspirován pracemi Bernharda Riemanna a Nikolaje Lobačevského věnoval velkou pozornost neeuklidovské geometrii. Roku 1876 napsal přelomový článek On the space theory of matter, kde vyjádřil myšlenku, že energie a hmota jsou pouze různá zakřivení vesmíru. To bývá považováno za předstupeň teorie relativity.
Významně přispěl také ke studiu algebry. Především tím, když zavedl tzv. bikvaterniony (či též duální kvaterniony), jež byly zobecněním kvaternionů Williama Rowana Hamiltona. Užíval je k popisu pohybu v neeukleidovských prostorech i po některých eukleidovských plochách. Později navázal na studie Hermanna Grassmanna o tzv. vnějších algebrách. Definoval obecnější typy algeber, tyto se po něm dnes nazývají Cliffordovy algebry.
Ve filozofii měl blízko k Hermannu von Helmholtzovi a Ernstu Machovi. Proslul pojmy „látka mysli“ (mind-stuff), která označuje základní komponenty, z nichž se má skládat vědomí, a „kmenové já“ (the tribal self). Pokusil se též poukázat na některé vztahy kantovské filozofie a neuklidovské geometrie.
Zemřel v 33 letech na tuberkulózu. Většina jeho prací byla vydána až posmrtně, péčí Karla Pearsona.